# 베이비 루니 툰
베이비 루니 툰(Baby Looney Tunes)은 루니 툰 캐릭터의 유아용 버전을 묘사한 미국 애니메이션 TV 시리즈이다. 워너 브라더스 애니메이션이 최초의 유치원 애니메이션 시리즈로 제작했다. 이 시리즈는 공유, 감정 이해, 타인과의 놀이 등 어린이가 공감할 수 있는 현실 세계의 문제와 도덕에 초점을 맞췄다. 루니 툰 아기들은 처음으로 그래니(Granny)와 함께 살았지만, 네 번째 시즌부터는 그래니의 조카인 베이비시터 플로이드(Floyd)의 보살핌을 받았다.
이 쇼는 2002년 9월 7일에 전체 시리즈로 첫 선을 보였고 2002년부터 2003년까지 WB 방송국에서 방영되었다. 쇼는 2002년에 카툰 네트워크로 옮겨져(9일 후인 9월 16일에 이어) 2005년 4월 20일까지 계속되었다. 2005년부터 2009년까지 카툰네트워크에서 재방송했다. 이후 2015년 미국 부메랑 (텔레비전 네트워크)에서 방영을 시작했으나 2020년 중반에 카툰네트워크 재방송을 중단했다. 53화까지 제작됐다.
2003년에는 영유아를 대상으로 한 직접 비디오 인형극 영화 시리즈가 제작되었다. 베이비 루니 툰: 뮤지컬 어드벤처(Baby Looney Tunes: Musical Adventures)와 베이비 루니 툰: 백야드 어드벤처(Baby Looney Tunes: Backyard Adventures)라는 두 편의 영화가 개봉되었으며, TV 시리즈와 동일한 성우가 출연했다. 영화는 DVD로 발매되지 않았다. 그러나 베이비 루니 툰: 뮤지컬 어드벤처는 나중에 HBO 맥스와 튜비를 통해 시청할 수 있게 되었다. 베이비 루니 툰: 백야드 어드벤처는 한때 호주 빈지(Binge)를 통해 시청이 가능했다.
방영된 이 시리즈는 2021년 9월 13일부터 카툰 네트워크의 미국 버전 카투니토(Cartoonito)에서 다시 재방송되며, 해당 블록에서 방송되는 첫 번째 쇼이다.
디스커버리 패밀리는 2023년 5월 1일에 시리즈의 재방송을 시작했다.